# 岛下郡
岛下郡为過去日本大阪府辖下的郡，已於1896年4月1日與岛上郡合并为三岛郡。
在1880年實施郡區町村編制法時的轄區包括現在的茨木市全部地區、攝津市全部地區、吹田市除西部以外大部分區域、豐中市的東部小部分區域、箕面市的東部小部分區域、豐能郡豐能町的東部小部分區域。。

## 歷史
在令制國時代屬於攝津國，在7世紀以前原本為舊三島郡的一部分，在701年制定大寶律令後，三島郡被拆分為三島上郡和三島下郡，三島下郡後來則成為島下郡，但也有文獻中將漢字記為嶋下郡；在16世紀到17世紀期間，也曾被稱為太田郡。
在江戶時代大部分區域為高槻藩和淀藩的領地，另有少部分區域屬於幕府直屬、一橋德川家、田安德川家、旗本、古河藩、加納藩、芝村藩和皇室領地。
明治維新後，郡內的幕府領地和旗本領地先後被劃為大坂裁判所司農局、大阪府司農局、大阪府北司農局、攝津縣、豐崎縣、兵庫縣的轄區，而其他原屬各藩的領地在1871年實施廢藩置縣後也分別被劃為由藩改設立的高槻縣、淀縣、加納縣、古河縣、芝村縣；不過在僅半年後的第一次府縣整併中，島下郡的全部區域又被整併隸屬於大阪府。
1879年實施郡區町村編製法，正式的設置了近代的行政區劃「島上郡」，最初郡役所設於茨木村（位於現在的茨木市），但在1881年與島上郡的郡役所整併為「島上島下郡役所」。

### 沿革

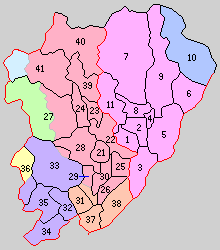
1889年島下郡轄下的行政區劃：
21.茨木村 22.三島村 23.安威村 24.福井村 25.溝咋村 26.宮島村 27.豐川村 28.春日村 29.三宅村 30.玉櫛村 31.味舌村 32.岸部村 33.山田村 34.吹田村 35.千里村 36.新田村 37.味生村 38.鳥飼村 39.石河村 40.見山村 41.清溪村
（黄色：現屬豐中市、紫色：現屬吹田市、紅色：現屬茨木市、綠色：現屬箕面市、橙色：現屬攝津市、水藍色：現屬豐能郡豐能町、1 - 11屬島上郡）

- 1889年04月1日：實施町村制，島下郡下設茨木村（日语：茨木町）、三島村（日语：三島村 (大阪府)）、安威村（日语：安威村）、福井村（日语：福井村 (大阪府)）、溝咋村（日语：溝咋村）、宮島村（日语：宮島村 (大阪府)）、豐川村（日语：豊川村 (大阪府)）、春日村（日语：春日村_(大阪府)）、三宅村（日语：三宅村 (大阪府三島郡)）、玉櫛村（日语：玉櫛村）、味舌村（日语：味舌町）、岸部村（日语：岸部村）、山田村（日语：山田村 (大阪府三島郡)）、吹田村（日语：吹田町）、千里村（日语：千里村 (大阪府)）、新田村（日语：新田村 (大阪府)）、味生村（日语：味生村 (大阪府)）、鳥飼村（日语：鳥飼村 (大阪府)）、石河村（日语：石河村）、見山村（日语：見山村）、清溪村（日语：清渓村）。（21村）
- 1896年04月1日：實施郡制（日语：郡制），同時原屬於「島上島下役所」的區域被合併為三島郡。